# Product manager
Um Product manager (PM), ou Gerente de produto, é o profissional responsável por liderar o desenvolvimento e a evolução de produtos, físicos ou digitais, em uma organização. Essa atuação integra a prática da Gestão de Produtos (Product management). O Product manager é o guardião da estratégia de produto, define requisitos funcionais e coordena lançamentos de novas funcionalidades, garantindo que o produto atenda às necessidades dos usuários e aos objetivos do negócio.
Os PMs trabalham em conjunto com engenheiros de software, designers, cientistas de dados, marketing e outras áreas, sendo, por isso, frequentemente descritos como estando na intersecção entre negócio, design e tecnologia.

## Definição
A atuação de um Product manager envolve considerar o público-alvo do produto, o posicionamento em relação à concorrência e o alinhamento com o modelo de negócios da empresa. Em algumas organizações, o PM pode ser responsável por múltiplas linhas de produtos; em outras, especialmente em grandes empresas, pode atuar em apenas um componente ou funcionalidade específica.
Em setores como o de serviços financeiros, por exemplo, PMs gerenciam produtos como carteiras de crédito, sendo responsáveis por sua rentabilidade e estratégia de crescimento.

## Responsabilidades principais
- Compreensão profunda dos usuários, por meio de pesquisas e entrevistas;
- Análise de mercado e acompanhamento de tendências e concorrência;
- Definição de visão e estratégia de produto;
- Criação e gestão do roadmap;
- Priorização do backlog e acompanhamento de entregas;
- Alinhamento entre times técnicos, de design, marketing, negócios e stakeholders;
- Definição e acompanhamento de métricas de sucesso (KPIs e OKRs);
- Comunicação contínua com partes interessadas internas e externas.

## Diferenças com funções similares
- Product Owner: no contexto de metodologias ágeis como Scrum, o PO é responsável por manter e priorizar o backlog. O foco tende a ser mais tático, enquanto o PM mantém uma visão estratégica.[6]
- Gerente de Projetos: concentra-se em escopo, cronograma e recursos para garantir a entrega de um projeto específico. Já o PM está focado na evolução contínua do produto e no valor gerado ao negócio.[7]
- Product Marketing Manager: responsável pelas atividades de lançamento e comunicação externa do produto, enquanto o PM lidera seu desenvolvimento.[8][9][10]
- Technical Program Manager (TPM): foca na execução de grandes projetos técnicos e na integração entre times de engenharia, garantindo a entrega eficiente de programas complexos por meio da organização de prioridades e gestão de riscos.[11]

## Visão geral do ciclo de vida do produto
O trabalho do Product manager abrange tanto as etapas internas de desenvolvimento quanto as fases de mercado pelas quais o produto passa ao longo de sua existência.

#### Etapas internas de desenvolvimento do produto
1. Discovery: identificação de problemas, pesquisa com usuários e validação de hipóteses.[12]
2. Desenvolvimento: priorização do backlog, acompanhamento com engenharia e refinamento das entregas.[13]
3. Lançamento: coordenação com marketing ou Product Marketing Manager, suporte e demais áreas para a introdução do produto.[14][15]
4. Pós-lançamento – análise de dados, coleta de feedback e iterações baseado nos resultados.[16][17]

Esse processo iterativo exige uma combinação de visão estratégica, habilidade analítica e integração entre áreas técnicas e de negócio. A McKinsey destaca que o PM moderno deve atuar como um "supercondutor", orquestrando prioridades e decisões ao longo de todo o processo de desenvolvimento e execução.
Fases do ciclo de vida no mercado
1. Introdução: lançamento e construção da base inicial de usuários.
2. Crescimento: expansão da participação de mercado e otimização de receita.
3. Maturidade: estabilização das vendas, retenção de clientes e redução de custos.
4. Declínio: queda na demanda, exigindo decisões de reinvestimento ou descontinuação.

Esse modelo é largamente utilizado em gestão de portfólio e para decisões estratégicas de investimento e desinvestimento.

## Progressão de carreira no Brasil
Product managers geralmente migram de carreiras em tecnologia, design ou marketing, evoluindo conforme suas habilidades estratégicas.
No Brasil, o cargo de Product manager tem atraído profissionais de diversas áreas e possui remuneração compatível com posições estratégicas. Segundo o relatório Panorama do Mercado de Produto 2024–2025 realizado pela PM3, o salário médio mensal de um PM caiu de R$ 13.295, em 2023, para R$ 12.075 em 2024, redução de 9,2%.
Conforme ganham senioridade, os possíveis cargos incluem:
- Group product manager (GPM)
- Product director
- Head of product
- Chief product officer (CPO)

## Distribuição geográfica no Brasil
Segundo o mesmo relatório, há forte concentração regional: 90,03% dos PMs estão no Sudeste (20,07%), enquanto o Região Nordeste representa 6,86%, o Centro-Oeste 1,81% e o Norte apenas 1,3%, evidenciando disparidades regionais no acesso e oportunidades.

## Pessoas notáveis que atuaram como PMs
- Sundar Pichai (CEO da Alphabet)
- Marissa Mayer (ex‑CEO do Yahoo!)[22]
- Reid Hoffman (fundador do LinkedIn)[23]
- Kevin Systrom (cofundador do Instagram)[24]
- Satya Nadella (CEO da Microsoft)[25]
- Stewart Butterfield (fundador do Slack)[26]